# کریستین مانزانرا
کریستین مانزانرا (انگلیسی: Portu؛ زادهٔ ۲۱ مهٔ ۱۹۹۲) بازیکن فوتبال اهل اسپانیا است که به صورت قرضی از رئال سوسیداد در پست هافبک تهاجمی ختافه سی اف بازی می‌کند.
وی همچنین در تیم ملی فوتبال زیر ۱۷ سال اسپانیا بازی کرده‌است.